# John Niyiring
John Namaza Niyiring OSA (ur. 4 czerwca 1960 w Zonkwa) – nigeryjski duchowny katolicki, biskup Kano od 2008.

## Życiorys

### Prezbiterat
Święcenia kapłańskie przyjął 12 lipca 1992 w zakonie augustianów. Po święceniach został mistrzem postulatu w Jos. W latach 1994–1999 studiował w Rzymie, zaś po powrocie do kraju został wychowawcą w klasztorze w Jos. W latach 2002–2003 pracował w Benin City. W latach 2003–2005 był wychowawcą studentów w Makurdi, zaś w 2005 został wybrany prowincjałem.

### Episkopat
20 marca 2008 papież Benedykt XVI biskupem ordynariuszem Kano. Sakry biskupiej udzielił mu 13 maja 2008 biskup Patrick Francis Sheehan.